# Platylabops allotorpidops
Platylabops allotorpidops är en stekelart som beskrevs av Bauer 2001. Platylabops allotorpidops ingår i släktet Platylabops och familjen brokparasitsteklar. Inga underarter finns listade i Catalogue of Life.